# Hallenspielplatz

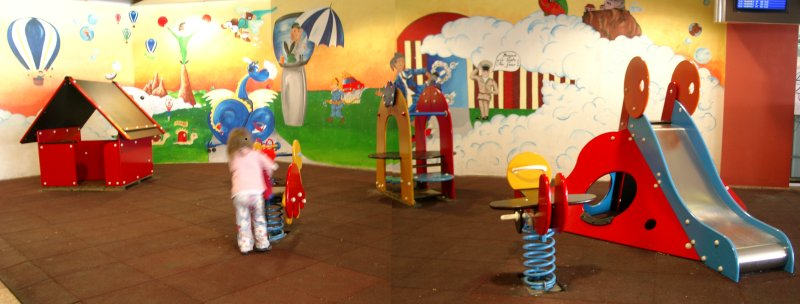
Spielplatz in einer Halle am Flughafen

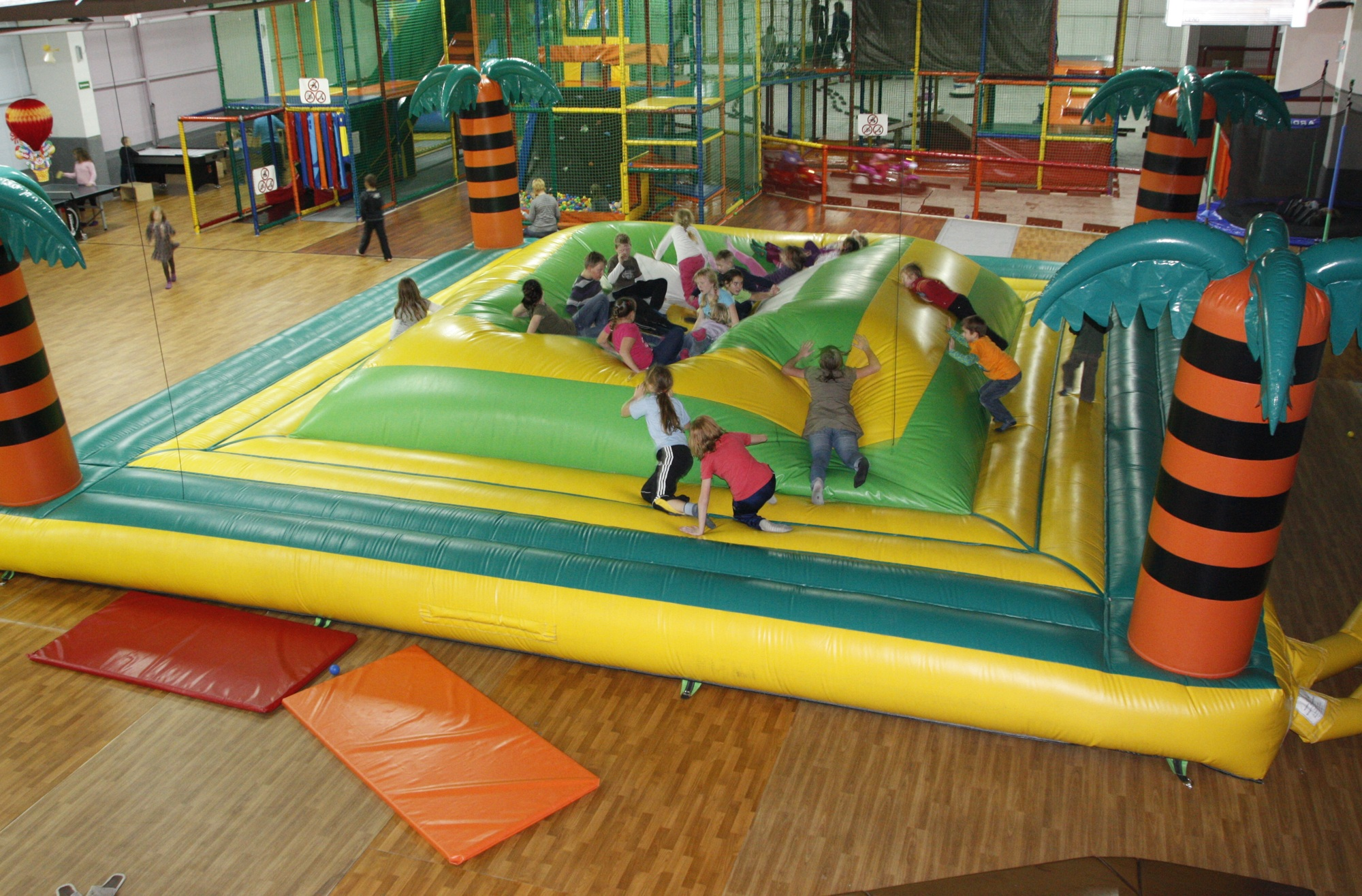
Indoorspielplatz in Deutschland

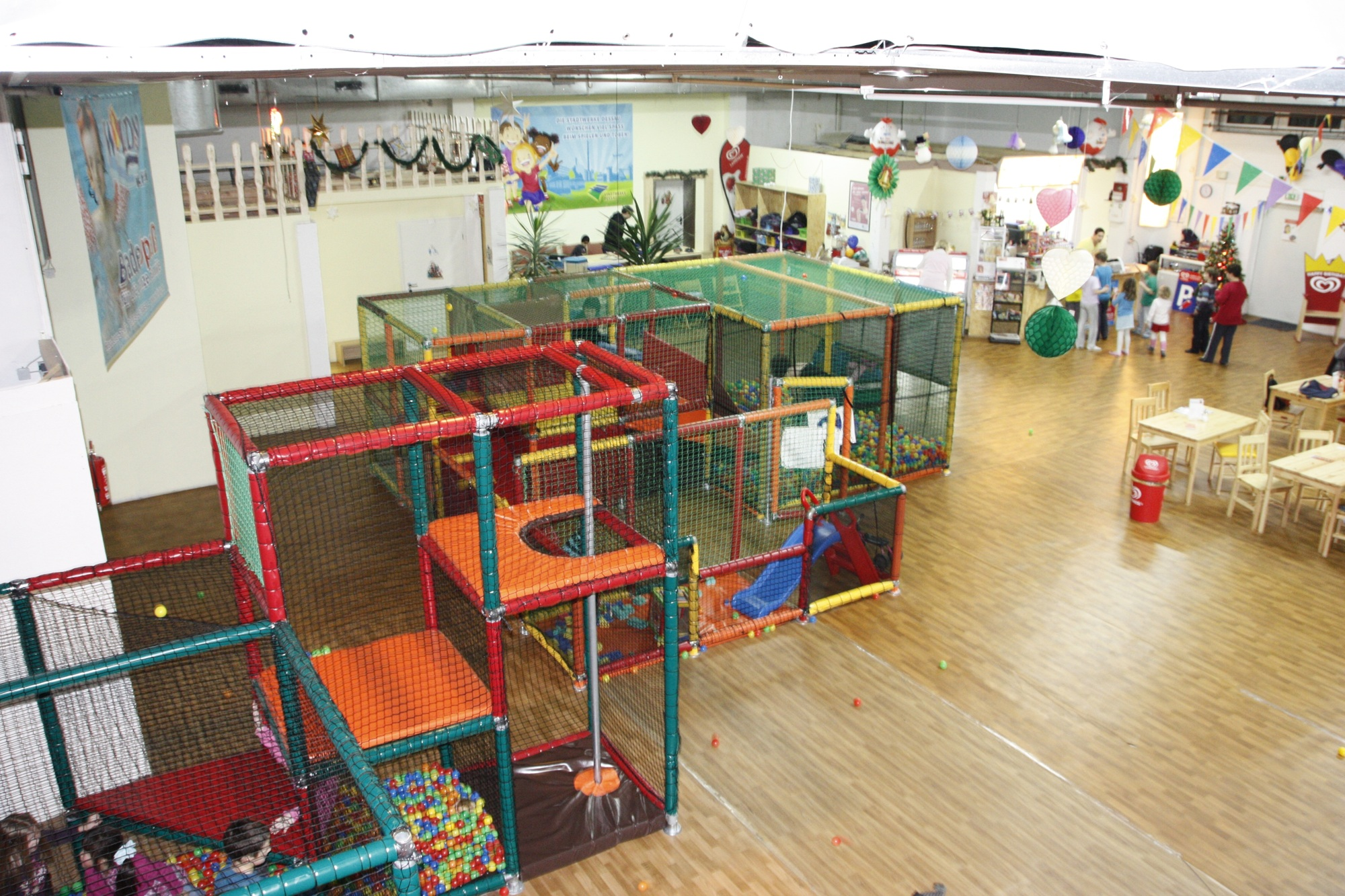
Kletterlabyrinth

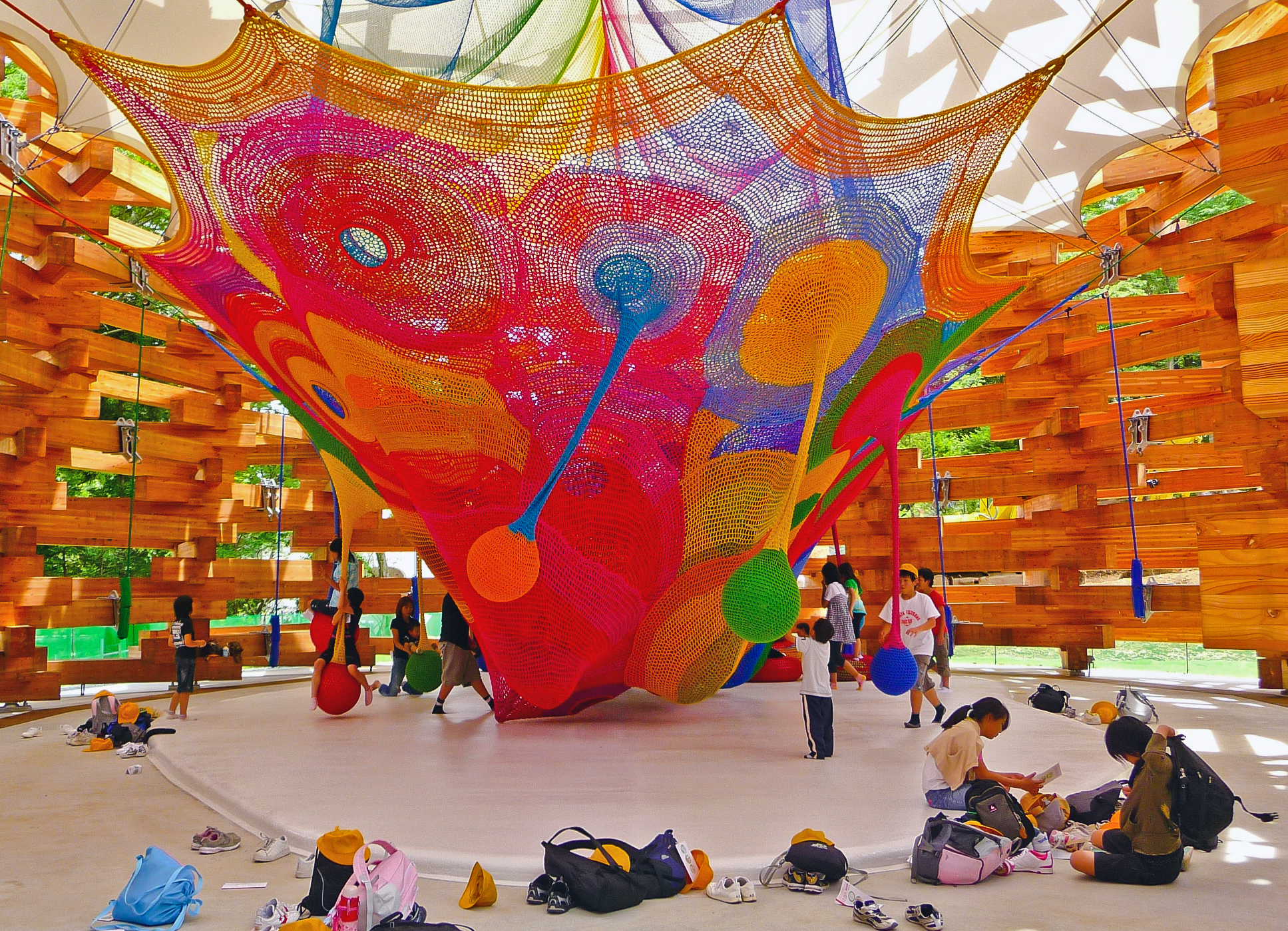
Überdachter Spielplatz in Japan

Ein Hallenspielplatz (auch Indoorspielplatz) ist ein überdachter, wettergeschützter Kinderspielplatz. Die Ausstattung erfolgt in Form von professionellen Spielgeräten, ergänzt durch Gastronomie mit Sitzplätzen für Kinder und begleitende Erwachsene, sowie Kindergeburtstagsräumen. Die Zielgruppe der Hallenspielplatzbetreiber sind Familien mit Kindern, Schulklassen, Kindergärten, Vereine usw.

## Aufbau und Ausstattung
Hallenspielplätze zeichnen sich durch einen modularen Aufbau aus. Allen Hallenspielplätzen gemeinsam ist der Einsatz von speziell für den gewerblichen Gebrauch angefertigten Spielzeugen. Im Mittelpunkt eines Indoorspielplatzes steht häufig ein Kletterlabyrinth, das sich über zwei bis drei Etagen erstreckt und über verschiedene Zusatzausstattungen (z. B. Wellen-/Röhrenrutschen, Darkrooms, Tellerschaukeln usw.) verfügt. Zusätzlich werden oft Kickertische, Airhockey, Tischtennis und Elektrokarts bereitgehalten, die über die ausgegebenen Chips oder Token zusätzliche Umsätze generieren sollen. Üblicherweise werden auch Speisen und Getränke angeboten. Neben dem vorgehaltenen Spieleangebot tragen Kindergeburtstage wesentlich zum Erfolg der Hallenspielplätze bei. Durch die Kombination aus Spiel, Spaß und den Lieblingsgerichten (häufig Fastfood-Gerichte und Softgetränke) werden die Angebote als kindgerecht wahrgenommen.
Zudem weiten viele Hallenspielplätze ihre Angebote durch den Auf- bzw. Ausbau von Außenanlagen auf. Dies ermöglicht ein breiteres Angebot an Spielmöglichkeiten, sodass die Hallenspielplätze auch im Sommer und bei gutem Wetter als attraktives Ausflugsziel genutzt werden können.

## Geschichte
Ursprünglich stammt die Idee zur Realisierung überdachter Freizeitparks aus dem angelsächsischen Raum. So wurden bereits in den 1980er-Jahren als Weiterentwicklung von Adventure Golf Anlagen  sogenannte Family Entertainment Center (FEC) in Einkaufszentren oder in citynaher Lage betrieben. In Deutschland wurden erste Hallenspielplätze in den 1990er-Jahren in Nordrhein-Westfalen eröffnet. Die Entwicklung hat sich später durch den Leerstand von Tennishallen Ende der 1990er-Jahre in Deutschland beschleunigt und mit entsprechenden Größen der Tennishallen in Deutschland auf ca. 2.000 m² etabliert.
Mit erhöhten Anforderungen an Gegebenheiten der Räumlichkeiten (Versammlungsstättenverordnung) und damit der Investitionshöhe erfahren sowohl die Immobilie als auch der eigentliche Spielplatz eine Qualitätssteigerung, die bis heute nicht abgeschlossen ist. Der damit initiierte Boom findet in Adaption der Spielgerüste (Klettergerüste) in Kinos, Fitness-Studios, Einkaufszentren etc. seine Fortführung.
In Deutschland existieren über 300 Einrichtungen in ehemaligen Tennis- und Lagerhallen mit Grundflächen von 700 bis 12.000 Quadratmetern. Die fortschreitende Entwicklung in diesem Segment bewirkt eine regionale Sättigung (so z. B. im Ruhrgebiet), die eine Verbesserung des Angebotes bewirken wird.
Vor dem Hintergrund angelsächsischer Entwicklungen ist auch hier eine zunehmende Betonung der Dienstleistung zu erwarten.

## Rechtliche Grundlagen
In Deutschland sind alle Spielplätze von Wohngebäuden u. a. auch in Restaurants, Einkaufszentren, touristisch genutzten Anlagen, Vereinen und Ähnlichem in Outdoor- sowie Indoorbereichen öffentlich.
Öffentliche Spielplätze und die dortigen Spielgeräte müssen in der Europäischen Union seit 1998 der europäischen Norm EN 1176 und 1177 entsprechen. Im Verantwortungsbereich des Spielplatzbetreibers liegen nicht nur die Errichtung und sachgemäße Aufstellung und Anordnung der Spielgeräte, sondern auch die laufende Instandhaltung und Wartung.
Diese Normen (insbesondere EN 1176 und EN 1177) sind ein Maßstab dafür, welche Vorkehrungen grundsätzlich beim Bau und Betrieb eines Spielplatzes zu berücksichtigen sind. Sie bestimmen Inhalt und Umfang der Verkehrssicherungspflichten, da sie einen Hinweis auf den Stand der anerkannten Regeln der Technik geben. In Deutschland kommt nach § 823 BGB bei Verstoß gegen eine dieser Normen eine Schadensersatzpflicht in Frage.
Darüber hinaus gibt es eine Selbstverpflichtung von Mitgliedern des Verbandes der Hallen- und Indoorspielplätze e. V. zur Einhaltung von Vorgaben, die zusätzlich in Hallenspielplätzen von Bedeutung für einen sicheren Betrieb sind.
Eine regelmäßige Sichtkontrolle sollte bei stark frequentierten Spielplätzen bis zu täglich erfolgen, operative Inspektion alle ein bis drei Monate (Prüfung auf Funktion und Stabilität) und jährlich muss durch einen unabhängigen Sachkundigen oder Sachverständigen die jährliche Hauptinspektion durchgeführt werden. Ebenso gilt eine unabhängige Abnahme bei neu installierten Geräten. In Deutschland sollte dieser mindestens ein qualifizierter Spielplatzprüfer nach DIN 79161 sein.

## Beispiele

### Hallenspielplätze in Deutschland
Baden-Württemberg
- Bruchsal: Kids2Kids
- Bühl: Okidoki Kinderland
- Eppelheim: Happy Kids
- Karlsruhe: Monkey-Town
- Kehl: Sensapolis
- Lörrach: Okidoki Kinderland
- MA-Feudenheim: Ole!Ole! Kinderspielplanet
- MA-Käfertal: Kindrpark Pinocchio
- MA-Neckarau: Mannkidu Kinderwelt
- Philipsburg: Klabauterland
- Rottenburg am Neckar: Pagi's Kinderland

Bayern
- Gunzenhausen: Spieloase Jola
- München (Kirchheim bei München): Heldenverlies
- Nürnberg: Heldenverlies
- Traunstein: Babalu Funpark
- Wertach (im Allgäu): Allgäulino

Hessen
- Bad Schwalbach: Wunderkiste
- Bad Vilbel: Das Tollhaus
- Limburg an der Lahn: FoxBox
- Wiesbaden: Masulino

Mecklenburg-Vorpommern
- Admannshagen (bei Rostock): Pandino Spielwelt
- Breege (Rügen): Kapitäns-Häuser
- Greifswald: kunti bunt
- Linstow: Van der Valk-Resort Linstow
- Neustrelitz: KidsLounge
- Neubrandenburg: kunti bunt
- Insel Poel: Piratenland
- Putbus (Rügen): Pirateninsel
- Roggentin: Kinderland Rostock
- Schwerin: Wumbawu
- Wismar: Mumpitz
- Zinnowitz (Usedom): Promenadenhalle

Niedersachsen
- Burhave: Spielscheune
- Hooksiel: Bullermeck
- Molbergen: Molli Bär Spielpark
- Oldenburg: Dschungelboot
- Bad Sachsa: Regenbogenland
- Stuhr: Bremer Abenteuerland
- Wildeshausen: Rämmi-Dämmi Kinderland
- Rosdorf: Kinderstadt
- Bremen: Bremer Abenteuerland

Nordrhein-Westfalen
- Herford: Springolino
- Wuppertal: Upsalla Kinderwelt
- Menden: Kiki Island

 Sachsen
- Freital: Freizeitpark Oskarshausen
- Grimma: Kinderparadies Grimma
- Grünbach: KISPI Kinderspielhaus Grünbach
- Lichtenau: Indoorspielplatz im Sonnenlandpark
- Marienberg: Kids Arena Marienberg
- Schneeberg: Silberstromers FUNDORA

Sachsen-Anhalt
- Dessau-Roßlau: Igel Mizzi
- Halle (Saale): Freizeitpark-Landsberg, Arche Noah
- Köthen: Kinderwelt Köthen
- Thale: Ballspielhaus Thale

Schleswig-Holstein
- Friedrichskoog: Willi Wal Indoorspielplatz

### Hallenspielplätze in Österreich
Wien
- 10. Bezirk: Fun4Kids
- 20. Bezirk: Monki Park
- 22. Bezirk: Family Fun
- 23. Bezirk: BOGI PARK

Niederösterreich
- Gars am Kamp: MOKE

Burgenland
- Lutzmannsburg: Indoorspielplatz Bad Lutzmannsburg